# إريك أوليفر
اريك أوليفر (بالإنجليزية: Eric Oliver)‏ (8 يوليو 1940 في المملكة المتحدة - ) هو لاعب كرة قدم بريطاني في مركز حراسة المرمى. لعب مع وست أوكلاند تاون ‏ ودارلينجتون إف سى.